# R de l'Hidra Femella
R de l'Hidra Femella (R Hydrae) és un estel variable a la constel·lació de l'Hidra Femella. S'hi troba a uns 425 anys llum de distància del sistema solar.

## Característiques físiques
R de l'Hidra Femella és una geganta vermella de tipus espectral M7IIIe amb una temperatura superficial de 3028 K. Amb un radi aproximadament 460 vegades més gran que el radi solar —valor obtingut a partir de la mesura del seu diàmetre angular, 33 mil·lisegons d'arc—, la seva lluminositat és unes 40.000 vegades superior a la del Sol. Encara que la seva massa és molt difícil d'avaluar, hom pensa que pot estar entorn de les dues masses solars. Està catalogada com un estel de tecneci, element que apareix en el seu espectre.
R de l'Hidra Femella és un estel doble amb una separació visual de 22 segons d'arc entre els dos estels. La companya visual té magnitud 12, però sembla que no forma un veritable sistema binari amb R Hydrae.

## Variabilitat
R de l'Hidra Femella és una variable Mira la magnitud aparent de la qual varia entre +3,5 i +10,9 al llarg d'un període de 389 dies. Amb lluentor màxima és visible a ull nu, mentre que amb lluentor mínima es necessita un telescopi d'almenys 5 cm per poder observar-la. Però en banda K —finestra en l'infraroig proper centrada a 2,2 μm— és, amb magnitud -2,66, el cinquè estel més brillant del cel després de Betelgeuse (α Orionis), R Doradus, Aldebaran (α Tauri) i Arcturus (α Bootis).
R de l'Hidra Femella va ser la tercera variable Mira descoberta després de Mira (ο Ceti) i χ Cygni. Sembla que l'estel ja va ser observat per Johannes Hevelius en 1622 quan va confeccionar el seu catàleg estel·lar, si bé no va advertir la seva variabilitat. No seria fins a 1704 que Jacques Philippe Maraldi va descobrir la naturalesa variable d'R de l'Hidra Femella.
El període de variació d'R de l'Hidra Femella s'ha anat escurçant amb el transcurs del temps. Abans de l'any 1700 era d'uns 495 dies, en 1900 era de 420 dies, i a partir de 1950 s'ha mantingut en el seu valor actual. Aquests canvis estan relacionats amb l'estructura del propi estel, on existeix un nucli inert de carboni i oxigen. Al seu al voltant existeix una capa d'heli embolicada al seu torn en una capa «especial» d'hidrogen, tot això envoltat per un enorme embolcall inert d'hidrogen. La capa d'heli i l'especial d'hidrogen, ambdues aptes per a la fusió nuclear, s'encenen ocasionalment, l'heli transformant-se en carboni i oxigen, i l'hidrogen en heli. Aquesta última reacció afegeix més heli a la capa d'heli, i quan aquesta és suficientment gruixuda, comença la seva fusió de forma sobtada, cosa que es denomina «flaix d'heli». Aquest succés afecta a l'estel en el seu conjunt, i es creu que és el que propícia el canvi de període en R de l'Hidra Femella.